# Schistidium atrofuscum
Schistidium atrofuscum là một loài Rêu trong họ Grimmiaceae. Loài này được (Schimp.) Limpr. mô tả khoa học đầu tiên năm 1889.